# Thecocarcelia parnarae
Thecocarcelia parnarae là một loài ruồi trong họ Tachinidae.